# Quiani
Koordinaten: 18° 45′ 9,8″ S, 70° 19′ 57,3″ W
Quiani ist ein archäologisch untersuchter prähistorischer Muschelhaufen. Nach diesem Fundplatz ist auch eine präkeramische Stufe und eine spätere Kulturgruppe benannt, die etwa zeitgleich mit der wegen der Mumienfunde bekannten Chinchorro-Kultur bestanden hat.
Er liegt etwa vier Kilometer südlich von Arica an einer Flussmündung, die das hier unzugängliche Steilufer der nordchilenischen Küste unterbricht und einen Zugang zum Strand ermöglichte. In den untersten Schichten (um 4000 v. Chr.) ist der Fundkomplex durch Angelhaken aus Muschelschalen und Blattspitzen gekennzeichnet. In den oberen Schichten (um 250 v. Chr.) wurden Bolasteine und Chopper gefunden.